# Bækhesten
Bækhesten eller Bäckahästen (fra svensk: bäckhästen) er et mytologisk dyr i nordisk folklore og skånsk folketro, svarende til nøkken, blot i hesteform. Hesten er den skandinaviske udgave af den keltiske Kelpie

## Motiv
Bækhesten var en majestætisk hvid hest, der viste sig nær floder og bække, især i tåge. Den ville så forsøge at få mennesker, specielt børn, til at kravle op på sin ryg. Når først man havde sat sig på bækhestens ryg var det ikke længere muligt at komme af, og bækhesten ville drukne den uheldige rytter i nærmeste flod eller bæk. Hestens ryg kunne vokse sig længere, så der kunne sidde flere ryttere på den. Den eneste måde man kan forhindre en bækhest i at drukne sin rytter, er ved at placere et stykke stål imellem hesten og bækken. Så vil hesten miste al sin kraft og forsvinde.

## Myte
Hesten var klog, og kunne finde på at gøre sine ofre tjenester for at vinde deres tillid. En legende fortæller om en tjenestepige der skulle pløje en mark med gårdens gamle hest. Pludselig får hun øje på en stor, stærk og smuk hvid hest ved et nærtliggende vandløb. Hun er dog klar over at der var tale om en bækhest, og kommanderede den til at forsvinde, eller pløje hele marken alene. I det hun sagde de ord, greb hesten ploven, og pløjede marken så hurtigt, at den kunne blive pløjet syv ekstra gange før solen stod op. Hesten gik så ned mod bækken igen, men havde stadig ploven fastgjort til sin krop. Da pigen nærmede sig hesten, for at hente ploven, bukkede hesten sig, og pigen hoppede tryllebundet op på dens ryg. Da hesten bevægede sig ned mod bækken, faldt et stykke stål fra pigens lomme ned foran hesten, og hesten kastede hende straks af, og forsvandt ud i bækken. Man kunne høre hesten frustrerede vrinsk, da det gik op for den, at pigen havde overvundet dens list.
Myten skulle angiveligt finde sted ved Hjärtasjön floden, i Närke i Sverige, og man skulle selv den dag i dag, kunne se stien som bækhesten pløjede fra marken og til floden. 